# Bolivias flag
Bolivias flag blev vedtaget i 1851. Det officielle flag er en vandret trikolore i rød, gul og grøn med Bolivias nationalvåben i midten. Det civile flag er en tilsvarende trikolore, men indeholder ikke nationalvåbnet.
Ved ændring af Bolivias forfatning i 2009 blev aymaraernes og quechuaernes traditionelle flag Wiphalaen i Qullasuyu-variant ligestillet med Bolivias trefarvede flag.

## Eksterne links
- Wikimedia Commons har flere filer relateret til Bolivias flag

| Flag | Spire Denne artikel om flag eller vexillologi er en spire som bør udbygges. Du er velkommen til at hjælpe Wikipedia ved at udvide den. |